# Altria Group
Altria Group, Inc., tidigare Philip Morris Companies Inc., är ett amerikanskt multinationellt tillverkningsföretag som är världens största tillverkare av tobaksprodukter och en av världens största tillverkare av livsmedel. Altria äger 100 % av Philip Morris USA.

## Huvudkontor
Innan företagets ledning flyttades till Virginia hade Philip Morris sin företagsledning baserad i Midtown Manhattan, New York City. 2003 tillkännagav Philip Morris flytten till Virginia. Företaget sa dock även att de planerade att ha kvar 750 anställda i det tidigare huvudkontoret. Brendan McCormick, en talesperson för Philip Morris, sade att företaget skulle spara över 60 miljoner per år efter att de hade flyttat. Företaget har numera sitt huvudkontor i Richmond, Virginia.